# Goodman-Myhillova věta
Goodman-Myhillova věta je matematické tvrzení, že z axiomu výběru plyne zákon vyloučení třetí možnosti. Před Goodmanem a Myhillem ji dokázal již Errett Bishop v roce 1967.
Používá se například v jazyce Lean pro dokazování tvrzení s využitím klasické logiky (zákon vyloučení třetí možnosti v intuicionistické logice, na které je Lean založen, obecně neplatí).